# Sora (河村隆一のアルバム)
『Sora』（ソラ）は、2010年2月24日にavex traxから発売された河村隆一の6枚目のオリジナル・アルバム。

## 概要
avex trax移籍第一弾アルバム。
初回限定盤はa-nation'09より「I love you」「Love is…」収録DVD付。通常盤は初回限定盤CD盤収録曲に加えて、追加で「Your Beat」が収録。

## 収録曲

### CD
全作詞・作曲：河村隆一（特記以外）
1. 大空の記憶
2. Brilliant Stars (album mix)
  - 15枚目シングルのアルバムミックス。
  - シングルバージョンはジェムケリーCMソング。
3. やどり木の下で
4. 抱きしめて
  - 16枚目のシングル。
  - ジェムケリーCMソング。
  - レコチョクCMソング。
5. 薔薇とプリンシパル
6. 草笛
  - 作曲：押尾コータロー
7. 言葉に出来ない
  - 作曲：Corin
8. 光のカゴ
9. 淋しい時はいつも
10. 残された記号
11. Last Night
12. 愛は
13. Your Beat
  - 通常盤のみ収録。

### DVD
1. I love you(a-nation'09 2009.8.23 @AJINOMOTO STADIUM in TOKYO)
2. Love is...(a-nation'09 2009.8.23 @AJINOMOTO STADIUM in TOKYO)